# Героям Майдану (серія монет)
Героям Майдану — серія ювілейних та пам'ятних монет, започаткована Національним банком України 2015 року. 18 лютого 2015 року було введено в обіг три монети з цієї серії.
|                                          |  |  |
| Перша монета серії — Євромайдан (монета) |  |  |

## Монети в серії
У серію включені такі монети:
- Євромайдан
- Революція гідності
- Небесна сотня